# Trenton, Maine
Trenton är en kommun (town) i Hancock County i delstaten Maine, USA.